# Брус Дикинсън
Пол Брус Дикинсън (на английски: Paul Bruce Dickinson) е британски рок певец, авиопилот, радиоводещ, DJ, историк, телевизионен водещ, фехтовач, продуцент, пивовар, писател, композитор и текстописец.
Известен е най-вече като вокалист на хевиметъл иконите Iron Maiden. Според All Music Guide Дикинсън е „най-приветстваният и най-запомнящият се вокалист, роден от Новата вълна в британския хевиметъл“.
Първоначално участва в група наречена Styx (1976) (нищо общо с американската група със същото име), а след това се присъединява към Speed (1977 – 1978). Когато групата се разпада, Дикинсън се присъединява към Shots и остава с тях до лятото на 1979 г. Тогава се присъединява към Samson и от 1979 до 1981 работи с тях. Както в Samson, така и в другите групи, в които е взимал участие, Брус е известен под псевдонима „Bruce Bruce“. През 1982 записва заедно с Iron Maiden емблематичния „The Number of the Beast“. С този албум се раждат и легендарните както за Айрън Мейдън, така и за метъла песни „Run to the Hills“, „The Number of the Beast“ и класиката „Hallowed Be Thy Name“.
Дикинсън напуска Iron Maiden през 1993 г. и започва соло кариера. Сега вече може да записва музика по-различна от прогресив звученето на Maiden. През 1999 г. се завръща в Iron Maiden и още е с групата. Независимо от тях обаче издава и самостоятелни албуми.

## Биография

### Детство
Пол Брус Дикинсън се ражда в малкия миньорски град Уърксъп, графство Нотингам. Майка му работи в магазин за обувки, а баща му е механик в армията. Раждането на Брус накарало младата двойка набързо да сключи брак. Първоначално бил отгледан от баба си и дядо си: дядо му бил миньор, а баба му – домакиня.
Когато за Брус дошло време да тръгне на училище, родителите му се преместили в Шефилд – най-близкия голям град, където имало повече работни места. За този период от живота си Брус казва, че е израснал в среда, „в която светът никога няма да ми направи услуга. И имах много малко приятели, понеже непрекъснато се местихме. Мисля, че това е една от основните причини да израсна като аутсайдер. Нямах нещастно детство, но беше да кажем най-малкото необикновено“.
Дотогава единствената връзка на Брус с музиката е докато танцува в хола на известната по това време песен на Чуби Чекърс „The Twist“. Първият запис, който Дикинсън казва, че е притежавал, е сингълът на Бийтълс „She Loves You“, който накарал дядо си да му купи.
Когато Дикинсън навършил шестгодишна възраст, се преместил заедно с родителите си в Шефилд, където те били намерили къща и постоянна работа. За детето обаче било трудно да се адаптира към новата обстановка. В свободното си време се опитвал да свири на акустичната китара на родителите си, но му излезли пришки на ръцете. Премествайки се в новия град, Брус трябвало да влезе и в ново училище, което той не харесал. След шест месеца родителите му решили да го преместят в малко частно училище. По това време родителите му работели като брокери на недвижими имоти. Така в един момент започнали реално да печелят. Те купили интернат, в предния двор на който бащата на Брус продавал автомобили втора ръка. Така вече позамогнали се, те изпратили 13-годишния си син в училището Ондъл в Нортхамптон. Брус бил доволен, че е далеч от вкъщи за известно време. „Не ми беше много приятно да съм с родителите си, затова видях в това шанс да избягам. Мисля, че основната причина за това е, че не създадох силна връзка с тях когато бях много по-малък“. Интересите на Дикинсън в новото училище често били насочени към армията. Той станал съосновател на училищното дружество за военни игри и се издигнал в организацията на кадетските дружини. На 15 г. се присъединил към аматьорското училищно общество по драматургични изкуства.
| „ | Бях на 13, когато за пръв път чух албума на Deep Purple In Rock и бях направо зашеметен! Чух го да свири от нечия стая един ден и отидох и казах „Еййй, какво е това?“. Те ме погледнаха надменно и казаха „Това е Child in Time на Deep Purple. Нищо ли не знаеш?“. Но аз бях прекалено учуден, за да ми пука. Първият албум, който си купих, беше In Rock на Deep Purple. Целият беше надраскан, но аз мислех, че е върхът. | “ |

Дикинсън се сдобива с бонгоси от музикалната стая и се упражнява на тях. Спомня си, че е учил Let it Be. В училище не се научава да свири на никакъв инструмент и доколкото могат да си спомнят тогавашните му приятели, не можел да „чете“ и музика. Всички музикални умения, които Брус има, е придобил след престоя си в Ондъл.
По-късно Дикинсън е изключен от училището за уриниране във вечерята на директора. Нийл Ашфорд, който му помагал в това начинание, бил временно отстранен. Така Брус се завърнал у дома през 1976 г. и бил записан в местното католическо училище, въпреки че самият той не бил силно вярващ. През лятото на същата година се включил в първата си група. Чул две други деца да говорят, че в групата си имали нужда от певец. Дикинсън бил доброволец. Репетирали в гаража на бащата на барабаниста и групата била учудена от вокалните способности на Брус. Тогава той решил да си купи микрофон. Първата изява на групата е в бар в Шефилд. Първоначалното име на групата било „Paradox“, но по предложение на Брус се преименували на „Styx“ (няма връзка с американската група със същото име). Влезли в заглавията на местния вестник като събудили работник по време на изпълнението си. За инцидента пише: „Той хвана натясно китариста и размята барабаните от сцената“. Скоро след това групата се разпаднала.

### Университет
След като напуска училище, Дикинсън не знаел какво точно искал да прави. Присъединил се към Териториалната Армия (доброволческата армия на Великобритания) за 6 месеца. Тъй като не искал да става войник, кандидатствал за университет. С минимални оценки влязъл в лондонския университет „Кралица Мери“, специалност история. Там той влиза в Монитета по забавленията. През 1977 г. Дикинсън се запознава с Пол „Ноди“ Уайт. Той свирел на много инструменти и имал музикална екипировка. Брус му предложил да сформират група заедно. Резултатът от това е Speed, които според думите на Брус звучали като „смесица от Judas Priest и The Stranglers, с орган Хамънд“. „Просто свирехме много бързо. Като спийд метъл, но десет години по-рано“ спомня си Дикинсън. По това време той свири и на китара от време на време.
Speed не издържат дълго, но дават увереност на Дикинсън да продължи в същата насока. Той забелязал обява във вестник Meoldy Maker „Търсим певец за запис“. Тъй като никога не бил стъпвал в студио, веднага отговорил. Той „ридае, вие, крещи и издава звуци“ на записа. С него вървял надпис, който гласял: „Между другото, ако мислите, че пеенето не струва, от другата страна има запис на Джон Клийс, който може да ви хареса“. От студиото харесали записа и сформирали група наречена Shots. В състава ѝ влизат братята Фил и Дог Сивитър, които били изумени от певческите способности на Брус и започнали да обсъждат на кой им прилича. "Започнах да изброявам Иън Гилън, Иън Андерсън, Артър Браун и Дог каза „Точно това е! Проклетия Артър Браун! Трябва да направим група!“ Този човек има студио и иска да сформираме група. Разбира се, че казах „Да!“, спомня си Дикинсън. От този сешън песента „Dracula“ е включена в компилацията „The Best of Bruce Dickinson“. Според певеца това е първото парче, което някога е записвал.
С Shots Дикинсън редовно пеел в баровете. Една вечер той спрял да пее по средата на песента и започнал да говори с някакъв човек и да му се кара, че не слуша внимателно групата. Това било посрещнато добре и той започнал да го прави всяка вечер. „Изведнъж всички слушаха, защото се страхуваха, че може да са следващите. Първия път, когато го направих, собственикът на бара дойде при нас и ни каза «Страхотно шоу момчета, ще се видим другата седмица». Така започнахме да го вкарваме с представленията си. Тогава започнах да съм не само певец, а и фронтмен“.
Следващата крачка в кариерата си Брус прави в бар, наречен „Принцът на Уелс“ в Грейвсенд (Кент), където групата свирела редовно. Една вечер в бара дошли Бари Греъм („Thunderstick“) и Пол Самсон. Греъм бил впечатлен от сценичното поведение на Дикинсън. След представлението Thunderstick и Самсон отишли да си поговорят с групата. Това била възможност Дикинсън да пее на по-големи сцени в Лондон. По това време Shots приличат повече на комедийна хевиметъл група, шоуто почти напълно е изместило музиката.

### Samson
Основана през 1977 г., от родения в Сидкъп китарист Пол Самсън група вече имала издаден запис „Survivors“. Групата имала турнета из цяла Великобритания. Дикинсън привършил с последните си изпити рано сутринта и след обяд отишъл да репетира с тях в Wood Wharf Studios в Гринуич.
По време на тези първи репетиции записват песни, които по-късно ще влязат в албума „Head on“. Парчетата били изпълнявани на турнето промотиращо „Survivors“. Това е голяма крачка за Дикинсън, тъй като се качил на една сцена с Ранди Калифорния и идола си Иън Гилън. Докато пеел в Samson, Дикинсън се водел под прякора „Брус Брус“, взет от Монти Пайтън.
Големият проблем в групата бил мениджмънта. Samson били взимани за подгряваща група на турнета, а се завръщат само след седмица за друго представление. В резултат от това се стигнало да съдебен процес, по време на който групата не можела да свири и да получава заплата. Когато законовата страна на въпроса била уредена през 1981 г. Samson осъзнават, че звукозаписната им компания е пред банкрут. „Направихме всички възможни грешки в бизнеса“ казва по-късно Дикинсън.
Разочарован от факта, че групата не отива на никъде, Дикинсън се обажда на Стюърд Смит с идеята да сформират група. Направили няколко репетиции и написали няколко песни заедно, но тогава нещата в Samson сякаш се подобрили и логичното нещо за него било да се придържа към тях. По време на турнето „Shock Tactics“ Thunderstick напуска групата и е заменен от Мел Гейнър. Брус е разочарован, тъй като новия барабанист е прекалено добър. За певеца вече няма тръпка в тази група, а и вижда, че Пол Самсън се насочва към звучене подобно на това на ZZ Top.
Последното представление на Брус със Samson е на фестивала в Рединг през 1981 г., което е записано от BBC и впоследствие издадено в албума „Live at Reading 81“. По това време Iron Maiden започват да търсят нов вокалист, поради увеличаващите се проблеми с Пол Ди'Ано. Стив Харис и мениджъра Род Смалууд отиват в Рединг, за да проверят дали Дикинсън би направил няколко прослушвания с тях.

### Iron Maiden
Виж Iron Maiden.
След едноседмични репетиции с Iron Maiden и направени няколко демо записа Брус е убеден, че това е неговата банда. Дикинсън открива, че в новата му група работата е стриктно регламентирана. Докато Samson се лутали безцелно, Iron Maiden имали ясна престава какво правят. След няколко представления в Италия, групата започва да пише песни за третия си албум. Това е първият път, в който групата решава да напише цял нов албум. Предишните два съдържат основно парчета, които са изпълнявали от години, с няколко изключение в „Killers“. Албумът „The Number of the Beast“ е направен за пет седмици. Поради договорите си със Samson, името на Дикинсън не е включено в списъка с авторите на албума, въпреки че взима участие в написването му. Приносът му е най-голям в песните „Children of the Damned“, „Run to the Hills“ и „The Prisoner“.
„Run to the Hills“ става хит във Великобритания и достига #7 в британските класации. Албумът и последвалото турне са най-успешните за бандата. По време на турнето Дикинсън се проявява като истински лидер и следващите два албума („Piece of Mind“ и „Powerslave“) показват една креативна група. За разлика от предишните албуми, където всички или почти всички песни са написани от Харис, тук половината са написани от Дикинсън и Смит.
На турнето след „Powerslave“ продължава повече от година, като непрекъснато се добавят нови дати. Дикинсън не издържа и след турнето си дава заслужена почивка от шест месеца. След тази почивка Iron Maiden започват да правят нов албум. „Somewhere in Time“ има по-прогресивно звучене, а Дикинсън не е на такава вълна. Поради тази причина, нито една негова песен не е включена в албума. По време на турнето след този албум Дикинсън започва да пише романа „Приключенията на лорд Ифи Боутрейс“. Издаден е през 1990 г. и благодарение на многото фенове на Iron Maiden (продадени са 40 000 копия) Брус пише и продължение – „Мисионерската поза“ (1992).
През 1989 г. Зомба търси човек, който да направи саундтрака за „Кошмари на улица Елм 5“ и помолил Дикинсън да вземе участие. Имал на разположение бюджет, студио и продуцента Крис Цангаридис. Певеца е въодушевен и звъни на стария си приятел Яник Герс. Малко след като се срещнали написали парчето „Bring Your Daughter... to the Slaughter“ и се запътили към студиото. С този състав (Анди Кар – бас, Фабио дел Рио – барабани и Герс – китара) Дикинсън решил да направи нещо по-различно от музиката на Iron Maiden. Албумът бил записан за две седмици. Певеца гледа на него като на продължение на работата си след „Shock Tactics“ със Samson. Албумът „Tattooed Millionaire“ е издаден през май 1990 г. По това време Герс вече е заместил Смит в Iron Maiden.
По това време Брус се появява в един епизод от телевизионния сериал „Paradise Club“. Няколко песни са записани от Дикинсън за епизода (основно кавъри, като изключение е „Ballad of Mutt“, в която Дикинсън свири соло на акустична китара).
С времето самочувствието на Дикинсън нараства. Той има две издадени книги, няколко телевизионни участия, все повече участия като DJ в различни радио станции. Издателите му в САЩ Sony, искат да направи още един соло албум. Турнето след албума „Fear of the Dark“ е разделено на две части и в почивката Брус влиза в студиото отново с Крис Цангаридис и британската група Skin, за да запише втория си албум. Тогава Дикинсън осъзнава, че не иска да прави всичко толкова стриктно организирано като в Iron Maiden и отива в Америка. Продуцент на албума е Кийт Олсен. Разкъсван между групата и соловата си кариера Брус се замисля дали да не напусне Iron Maiden. Последното му представление с групата е на 28 август 1993 г.

### Соло кариера
Соло кариерата на Брус Дикинсън започва със записването на парчето „Bring Your Daughter… to the Slaughter“ за саундтрака на филма „Кошмари на улица Елм 5“. За албума на Iron Maiden „No Prayer for the Dying“ е записана друга версия. Песента донася на Дикинсън договор за цял албум. Заедно с приятеля си и бъдещ член на Iron Maiden Яник Герс записват „Tattooed Millionaire“ само за две седмици. Резулатата е рок албум с леко поп звучене – звучене много по-различно от това на Iron Maiden.
Преди издаването на втория му самостоятелен албум „Balls to Picasso“ Дикинсън напуска групата и работи първо с Майк Грей от Skin, а после с Кийт Олсен. Въпреки всичко Брус не е доволен от резултата. Спасението идва при работата му с китариста на Tribe of Gypsies Рой Z. Резултата от работата им е подмяна на всички записи с Олсен, освен „Tears of the Dragon“. Албумът е записан с Tribe of Gypsies и е много по-зрял от „Tattooed Millionaire“.
След това групата тръгва на самостоятелно турне и оставя Дикинсън в търсене на нови музиканти. Така новия партньор на Дикинсън в писането става Алекс Диксън (започват работата си заедно след турне заедно, документирано в „Alive in Studio A“). Албумът, който създават е наречен „Skunkworks“. Идеята е групата да е със същото име, но издателите настояват албума да излезе като солов проект на Дикинсън. Групата се разделя след турнето за албума поради музикални различия. Брус искал следващия албум да има по-метъл звучене и така след кратък период на бездействие отново се събрал с Рой Z и създали „Accident of Birth“. Ейдриън Смит свири всички китари в албума. „Accident Of Birth“ бележи завръщането на Дикинсън към метъла; всъщност албума е доста по-тежък от тези на Iron Maiden и по-малко прогресив. Това е първият голям успех и следващите са неизбежни. The „The Chemical Wedding“ е полу-концептуален албум за алхимия и творби на Уилям Блейк. Този албум е дори по-успешен от предишния. „Scream for Me Brazil“ е лайф албум, от турнето за „The Chemical Wedding“.
„The Best of Bruce Dickinson“ е сборен албум, но съдържа две нови парчета на Рой Z. Дикинсън искал да запише още един албум с китариста, но по това време имал ангажименти с вокала на Judas Priest Роб Халфорд и възможността била изпусната. Tyranny of Souls излиза през май 2005 г. Този път всички песни са написани съвместно от Рой Z и Дикинсън, а Рой свири всички китари и на няколко места бас. Създаването протичало по следния начин – Рой пращал на Брус записи (тъй като по това време Iron Maiden били на турне), а той му изпращал текстовете.
През юни 2006 г. излиза пакет от 3 DVD диска, просто озаглавен „Anthology“, който съдържа 3 концерта, видеа и снимки от периода в Samson.

### Завръщане в Iron Maiden
Заедно с Ейдриън Смит Дикинсън се завръща в Iron Maiden през 1999 г. Вече като секстет групата се отправя на малко турне. След това записват първия албум с вокал Брус Дикинсън от 1993 г. насам – „Brave New World“. Турнето за албума завършва на фестивала Rock in Rio, който групата издава на DVD. Дикинсън и Смит са все още в Iron Maiden.

### Личен живот
Интересите на Дикинсън включват литература, писане, фехтовка (бил е седми в ранглистата на рапира във Великобритания; състезавал се е в международни турнири, а притежава фирма за екипировка, наречена „Duelist“), влакови технологии и авиация.
Английската авиокомпания Astraeus е назначила Дикинсън за пилот (той пилотира Боинг 757). На 12 февруари 2007 г. Дикинсън получава разрешение да пилотира полета на ФК „Рейнджърс“ до Израел за мача им с Апоел Тел Авив за купата на УЕФА.

### Телевизионни и радио предавания
Дикинсън е водещ на петъчното рок шоу по радиото на BBC 6 Music. Управлява сериала по Radio 2 „Masters of Rock“. Представя 5-серийния исторически телевизионен сериал за авиацията „Flying Heavy Metal“, излъчен по Discovery Channel. Освен това е бил гост на същата телевизия и в предаването е карал руски танк Т-34. Последната му телевизионна авантюра е в предаване по Sky One за спонтанното човешко горене, в което разследва проявата на подобни феномени.
Дикинсън е сценарист на филма за Алистър Кроули „Chemical Wedding“.

## Брус Дикинсън в България
На 4 юни 2007 г. Брус в състава на Iron Maiden изнася концерт на Стадион Локомотив (София). На следващия ден 5 юни 2007 г. Брус прави демонстрационен полет и учебно катапултиране на тренажор на руски самолет Миг-21 на летище край Пловдив.

## Дискография

### Speed
- Man In The Street 7 (1980)

### Samson
- Survivors (1979) (Брус се присъединява към групата, когато албумът е вече готов и за това е включен само в пре-издадената версия)
- Head On (1980)
- Shock Tactics (1981)
- Live at Reading 1981 (1990)

### Iron Maiden
Дискография на Айрън Мейдън
- The Number of the Beast (1982)
- Piece of Mind (1983)
- Powerslave (1984)
- Live After Death (лайф, 1985)
- Somewhere in Time (1986)
- Seventh Son of a Seventh Son (1988)
- No Prayer for the Dying (1990)
- Fear of the Dark (1992)
- A Real Live One (лайф, 1993)
- A Real Dead One (лайф, 1993)
- Live at Donington (лайф, 1993)
- Brave New World (2000)
- Rock in Rio (лайф, 2002)
- Dance of Death (2003)
- Death on the Road (лайф, 2005)
- A Matter of Life and Death (2006)
- The Final Frontier (2010)
- The Book of Souls (2015)
- Senjutsu (2021)

### Брус Дикинсън
- Tattooed Millionaire (1990)
- Balls to Picasso (1994)
- Alive in Studio A (1995)
- Skunkworks (1996)
- Accident of Birth (1997)
- The Chemical Wedding (1998)
- Scream for Me Brazil (1999)
- The Best of Bruce Dickinson (2001)
- Tyranny of Souls (2005)
- The Mandrake Project (2024)

### Брус Дикинсън Видео/DVD
- Dive! Dive! Live! (1991)
- Skunkworks Live Video (1997)
- Anthology (2006)

### Записи като гост
- Oh baby EP (1981) от Xero – „Lone Wolf“ скрито парче
- The Nightmare on Elmstreet Part 5 саундтрак (1989) – Bring Your Daughter to the Slaughter
- Rock aid Armenia: The Earthquake Album (1989) – кавър на „Smoke on the Water“
- Comic Relief – Smear campaign (1992) – кавър на „Elected“
- Nativity in Black (1994) – кавър на „Sabbath Bloody Sabbath“, с Godspeed
- Friends for life (1997) от Монсерат Кабайе – кавър на „Bohemian Rhapsody“
- Bean: The Ultimate Disaster Movie Soundtrack (1997) – Elected cover
- Extreme Championship Wrestling Compilation – Extreme Music (1998) – кавър на „The Zoo“
- The Bride of Chucky саундтрак (1998)
- Humanary Stew: A tribute to Alice Cooper (1998) – кавър на „Black Widow“
- Los Angeles, California 5/18/1998 (лайф) (1998) на Dream Theater – кавър на „Perfect strangers, The trooper, Where eagles dare, Killers“
- Universal Migrator Part 2: Flight of the Migrator (2000) от Ayreon – Into the Black Hole
- Resurrection (2000) на Halford – „The One You Love to Hate“
- Live Insurrection (2001) на Halford – „The One You Love to Hate (live)“
- Sheep in Kiss Make Up (2004) на Sack Trick – кавър на „Shout it Out Loud“
- Execution (2005) на Tribuzy – „Beast in the Light“
- Execution Live Reunion (2007) на Tribuzy – „Beast in the Light (live)“
- Metal: A Headbanger's Journey (2006) – себе си
- Presenting Flying Heavy Metal (2006)